# Union, Ohio
Union är en stad i Miami County, och Montgomery County, i Ohio. Vid 2020 års folkräkning hade Union 6 859 invånare.